# Orasema monomoria
Orasema monomoria är en stekelart som beskrevs av John M. Heraty 2000. Orasema monomoria ingår i släktet Orasema och familjen Eucharitidae.
Artens utbredningsområde är Madagaskar. Inga underarter finns listade i Catalogue of Life.